# Quatuor à cordes no 5 de Hindemith
Pour les articles homonymes, voir Quatuor à cordes no 5.
Le Quatuor à cordes en mi bémol majeur opus 32 est le cinquième des sept quatuor à cordes de Paul Hindemith, composée en octobre 1923. Il a été créé le 26 octobre 1923 par le quatuor Amar dont Hindemith était le fondateur et l'altiste.
Il s'agit d'une œuvre de jeunesse, le musicien ayant 28 ans lors de sa composition.

## Structure
L'œuvre comporte quatre mouvements et son exécution demande environ une demi-heure.
1. Lebhafte Halbe
2. Sehr langsam, aber immer fliessend
3. Kleiner Marsch: Vivace, sempre crescendo
4. Passacaglia

Le premier mouvement est une double fugue. Le dernier est une passacaille avec 28 variations.